# Jürgen Heinsch
Hans Jürgen Heinsch (Lübeck, 4 juli 1940 – 14 juli 2022) was een Oost-Duits voetballer, die speelde als doelman voor SC Empor Rostock, later Hansa Rostock. Bij diezelfde club was hij na zijn actieve loopbaan werkzaam als trainer-coach. Heinsch behaalde een bronzen Olympische medaille. 

## Interlandcarrière
Heinsch speelde in totaal zeven officiële interlands voor het voetbalelftal van de Duitse Democratische Republiek in de periode 1963–1965. Onder leiding van bondscoach Károly Sós maakte hij zijn debuut op 4 september 1963 in de vriendschappelijke wedstrijd tegen Bulgarije (1-1) in Maagdenburg. Heinsch maakte deel uit van het Duits eenheidsteam op de Olympische Zomerspelen 1964, waar de ploeg de bronzen medaille won.